# Sea-Based X-Band Radar

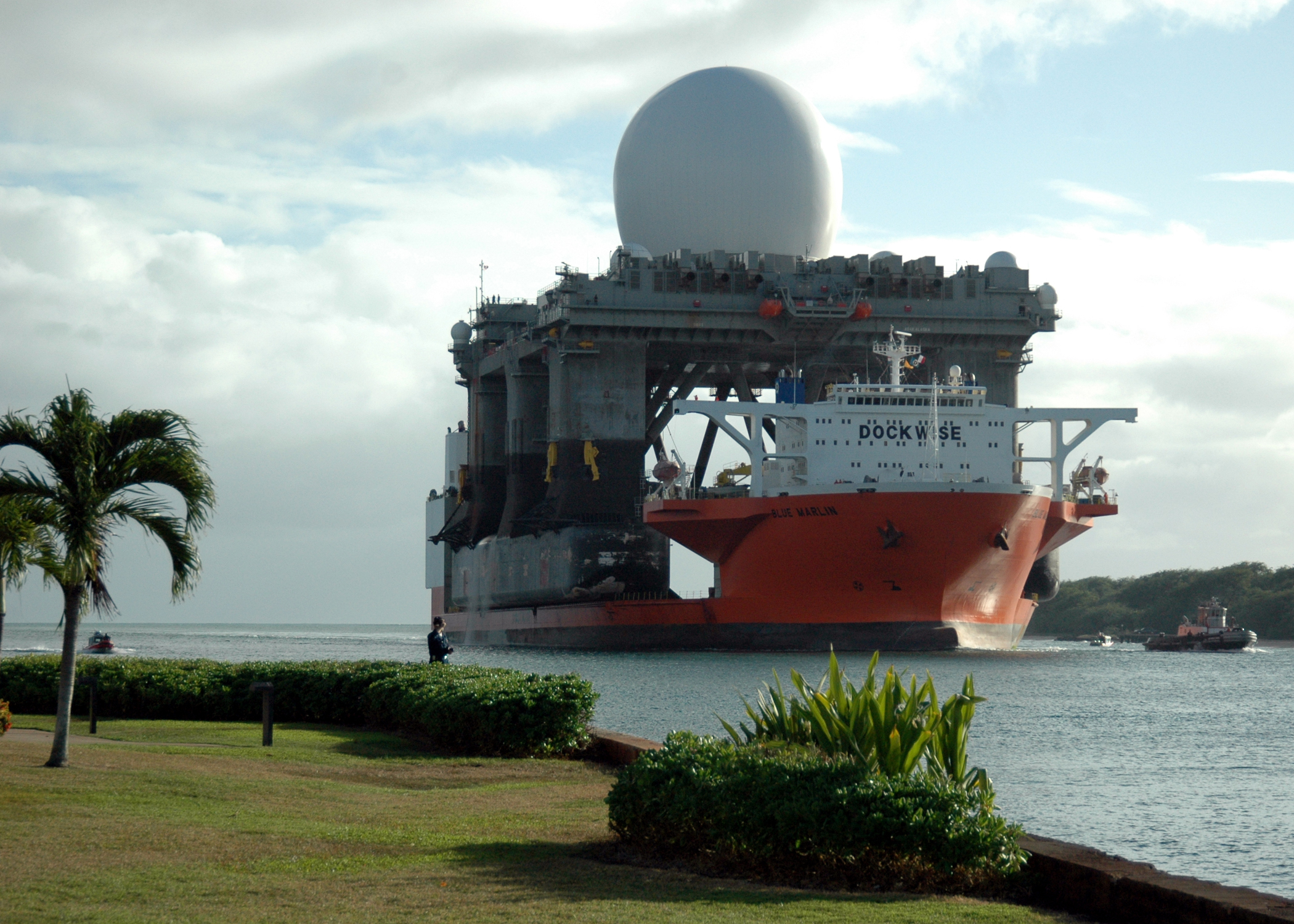
Radar SBX na pokładzie statku MV Blue Marlin wpływa do Pearl Harbor w drodze na Alaskę (styczeń 2006)

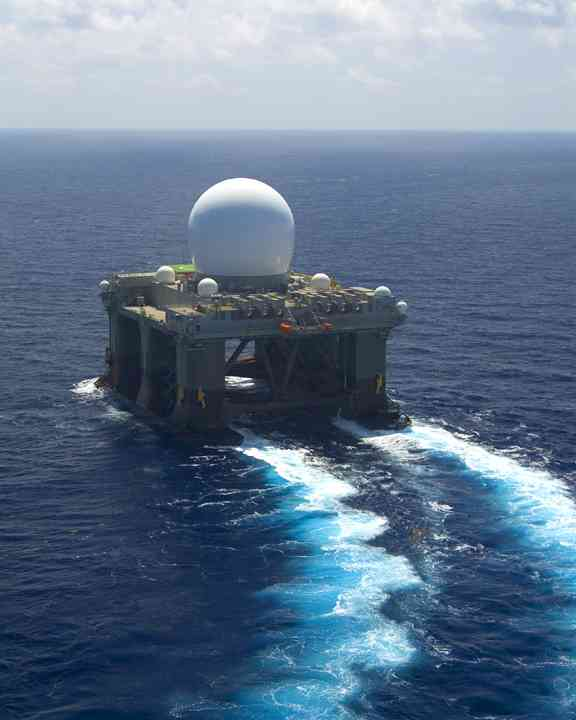
Sea-Based X-Band Radar w drodze, o własnym napędzie

Sea-Based X-Band Radar (SBX), (Pływający radar pasma X) − morski radar działający w zakresie pasma X mikrofal. Jest jednym z kluczowych elementów całego amerykańskiego systemu antybalistycznego jak i jego morskiego podsystemu Aegis BMD.
Radar ten wspomaga wykrywanie i śledzenie pocisków i głowic balistycznych, a także wykonuje zadania polegające na wspomaganiu odróżniania przez głowice kinetyczne pocisków antybalistycznych, stanowiących ich cele głowic bojowych od wabików, głowic fałszywych oraz pozostałości rakiety nośnej.
Radar zainstalowany jest na zmodyfikowanej półzanurzalnej platformie wiertniczej. Całość platformy radaru,  wraz z umieszczonym na niej radarem, zdolna do poruszania się z prędkością 8 węzłów, została zaprojektowana przez Moss Maritime w Norwegii, wykonana w stoczni Vyborg w Rosji, instalacja i integracja samego radaru na platformie, nastąpiła w 2005 r. w Teksasie, w Stanach Zjednoczonych. Całkowita wyporność kompleksu w położeniu roboczym wraz z radarem to 50 000 ton. Po przeprowadzeniu w tym samym roku testów morskich i wysokiej radiacji w Zatoce Meksykańskiej, radar opłynął Amerykę Południową i w styczniu 2006 r. dotarł na Wyspy Hawajskie, aby następnie udać się do swojego portu macierzystego w Adak na Alasce. Całościowy koszt budowy radaru wyniósł 900 mln dolarów.

## Parametry techniczne
- Podstawowe dane:
  - długość: 121,31 m
  - wysokość: 85,95 m (mierzona pomiędzy kilem statku a szczytem radaru)
  - szerokość: 72,54 m
  - całkowita wyporność: 50 000 ton
  - załoga: 87 osób[1]

## Przebieg służby
SBX wszedł do służby w 2006 roku. W kolejnych latach poddawany był kolejnym naprawom i zabiegom konserwacyjnym, spędzając tym samym w bazie w Pearl Harbour na Hawajach 170 dni w 2006 roku, 63 dni w 2007 roku, 177 dni w 2009 roku i 51 dni w 2010 roku.
W latach 2009 i 2010 statek spędził w ruchu ciągłym 396 dni na pełnym morzu.
31 stycznia 2010 roku SBX zawiódł podczas działań próbnych. Wówczas to pocisk typu FTG-06, symulujący rakietę północnokoreańską lub irańską, nie został odpowiednio namierzony przez radar, co prawdopodobne zostało spowodowane kilkoma zaistniałymi usterkami. Po wprowadzeniu usprawnień, 15 grudnia 2010 roku przeprowadzono kolejne testy, jednakże SBX ponownie zawiódł.
W maju 2011 roku obiekt wpłynął do stoczni Vigor w Seattle, gdzie przeprowadzone miały być kolejne zabiegi konserwatorskie oraz wprowadzone odpowiednie modernizacje - wszystko w cenie 27 milionów dolarów. Inwestycję przeprowadzić miała firma Boeing. W sierpniu 2011 roku, po trzech miesiącach prac, SBX ponownie wyruszył na służbę.
W kwietniu 2012 roku SBX udał się w kierunku Korei Północnej w celu monitorowania testów przeprowadzanych przez ten kraj na rakietach typu Unha-3, 12 - 16 kwietnia i 21 maja obiekt powrócił do swojej bazy w Pearl Harbour, by pod koniec roku 2012 ponownie powrócić do wybrzeży Korei Północnej, gdzie planowano przeprowadzenie kolejnych prób rakietowych.